# Helvellaceae
Helvellaceae es una familia de hongos ascomicetos del orden Pezizales. La familia fue originalmente descrita por Elias Magnus Fries como Elvellacei en 1823 y contenía muchos géneros no relacionados, hasta que un estudio molecular realizado por el micólogo Kerry O'Donnell en 1997 descubrió que varios de los géneros incluidos como Gyromitra y Discina estaban menos relacionados entre sí. Por tanto la familia se redefinió como Helvellaceae. Este pequeño grupo redefinido esta estrechamente emparentado con las trufas (familia Tuberaceae). La familia incluye cinco géneros y alrededor de 63 especies.

## Géneros

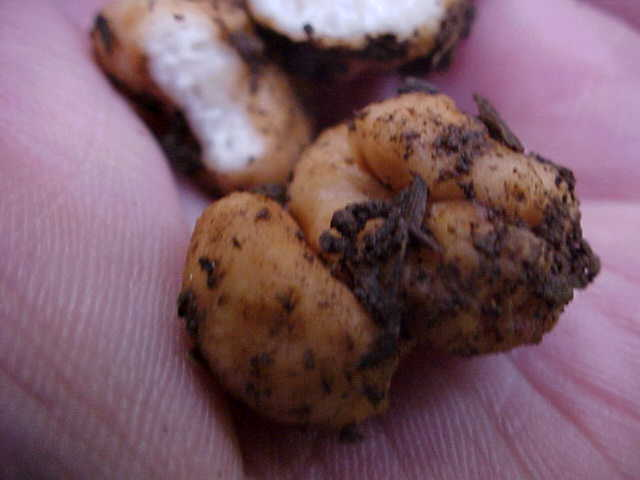
Barssia oregonensis.

Contiene los siguientes géneros:
- Balsamia
- Barssia
- Helvella
- Underwoodia
- Wynnella